# Acará
Acará (aparținând Pará) este un oraș în Brazilia.